# Combretum paucinervium
Combretum paucinervium är en tvåhjärtbladig växtart som beskrevs av Adolf Engler och Diels. Combretum paucinervium ingår i släktet Combretum och familjen Combretaceae. Inga underarter finns listade i Catalogue of Life.